# Valerius von Hippo
Valerius von Hippo (* nach 300 n. Chr.; † um 396 n. Chr. vermutlich in Hippo Regius), stammte wahrscheinlich aus Griechenland und wirkte als Bischof von Hippo Regius (um 388 bis 396) in der römischen Provinz Numidien, Numidia.

## Leben und Wirken
Über sein Leben, seine Herkunft und sein Wirken ist außerordentlich wenig bekannt. Einiges wurde durch Augustinus berichtet, dem Nachfolger in seinem Amt. Der erste belegbare Bischof in Hippo Regius war Theogenes († um 259). Er starb als Märtyrer unter den Christenverfolgungen des Kaisers Valerianus. Hieraus ist zu vermuten, dass Valerius von Hippo noch weitere Vorgänger im Amt des Bischofs der numidischen Stadt hatte. So etwa Leontius, der zweite Bischof von Hippo Regius, dem Sitz der Diözese Numidien.
Auf einer Reise des Augustinus nach Hippo im Jahre 391 oder 392, wo er einen Freund besuchen wollte, wurde er während eines Kirchganges, auf Wunsch der anwesenden Bevölkerung, zum Priester geweiht und begann in der Folge seine Lehr- und Predigttätigkeit. Augustinus Weihe zum Priester stand zunächst nicht im Einklang mit seinen eigenen Vorstellungen.
Bischof Valerius von Hippo ernannte Augustinus, der zunächst widerstrebte, im Jahre 392 zum Priester. Für seine Verdienste weihte ihn Valerius später zu seinem Vikarbischof. Als ‚Mitbischof‘ wurde er bereits ein Jahr später nach dem Tode des Valerius Nachfolger auf dem Bischofsstuhl von Hippo.
Der früheste Biograph des Augustinus, Possidius von Calama, beschrieb den amtierenden Bischof von Hippo Regius als einen beatus senex, sciens se corpore et aetate infirmissimum.